# Upper Stone
Upper Stone är en ort i Australien. Den ligger i kommunen Hinchinbrook och delstaten Queensland, omkring 1 200 kilometer nordväst om delstatshuvudstaden Brisbane. Antalet invånare är 206.
Runt Upper Stone är det mycket glesbefolkat, med 6 invånare per kvadratkilometer.. Närmaste större samhälle är Trebonne, omkring 17 kilometer nordost om Upper Stone.
I omgivningarna runt Upper Stone växer huvudsakligen savannskog. Genomsnittlig årsnederbörd är 1 480 millimeter. Den regnigaste månaden är februari, med i genomsnitt 395 mm nederbörd, och den torraste är augusti, med 13 mm nederbörd.